# Pstruh lososovitý

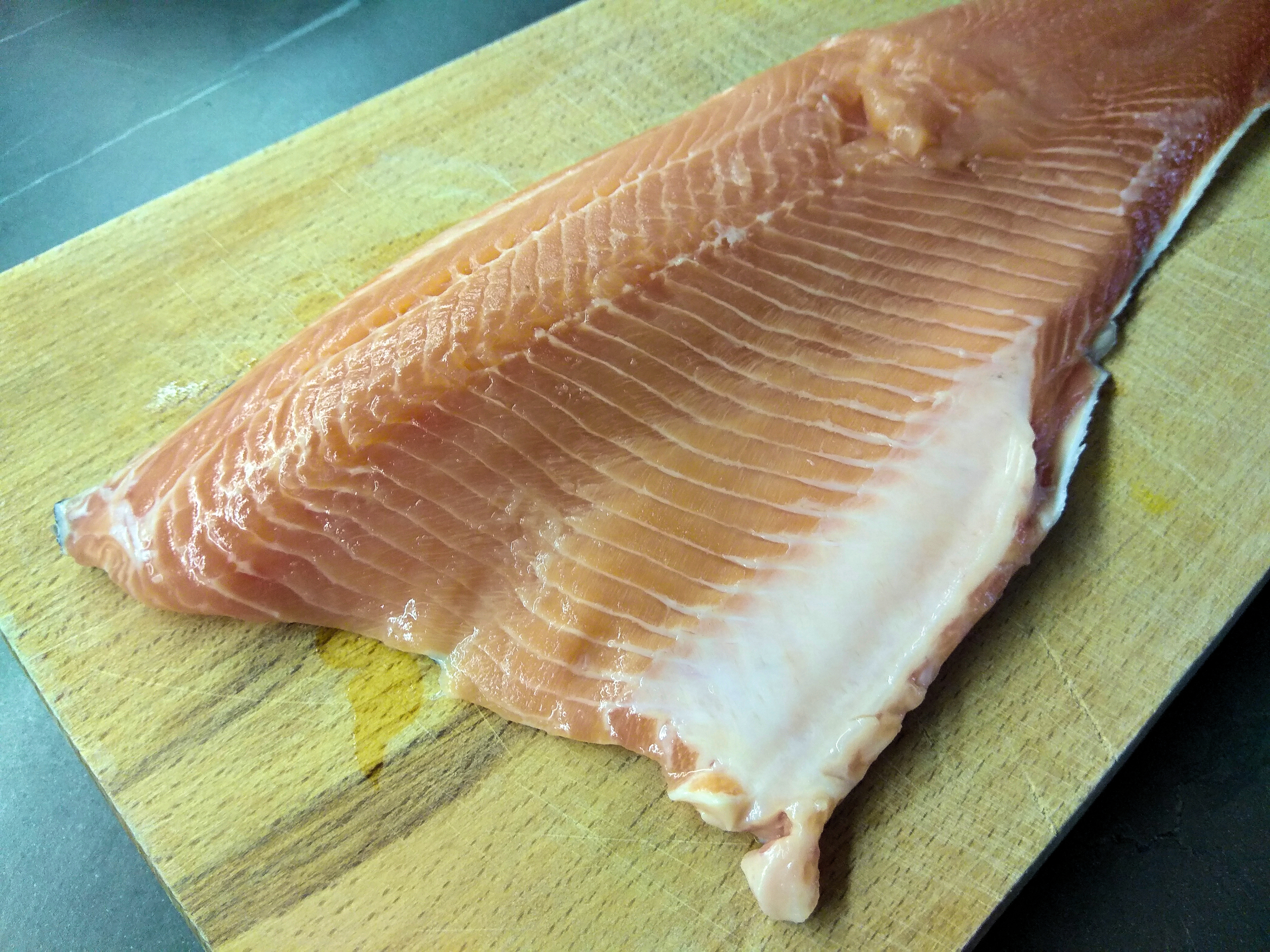
Filet pstruha lososovitého růžovomasého

Pstruh lososovitý neboli pstruh lososový (anglicky Salmon Trout, německy Lachsforelle) je druh pstruha, nikoli však ve smyslu samostatného živočišného druhu z hlediska taxonomie. Jedná se spíše o obchodní pojmenování větších a těžších jedinců pstruha, zpravidla pstruha duhového (Oncorhynchus mykiss), jehož jinak bílé maso získává sytě růžovou až oranžovou barvu podobnou masu lososa. Děje se tak obvykle přikrmováním astaxanthinem či jinými karotenoidy. Pstruh však může nabývat sytější barvy svaloviny také přirozenou cestou, a to pojídáním některých druhů korýšů obsahujících astaxanthin (konkrétně nymf korýše blešivce, rod Gammarus).
Z obchodního hlediska bývá maso pstruha lososovitého obvykle dražší než pstruha duhového, a to vzhledem k nákladnější speciální stravě a delšímu odchovu, aby pstruh dosáhl větší hmotnostní kategorie. Zároveň je však levnější než maso lososa. Podle vyjádření Státní zemědělské a potravinářské inspekce prodejem pstruha pod tímto označením nedochází ke klamání spotřebitele, pokud je na obalu správně uveden latinský název pstruha duhového.